# Aquidauana
Aquidauana est une ville brésilienne de l'État du Mato Grosso do Sul. Sa population était estimée à 46 469 habitants en 2006. La municipalité s'étend sur 16 958 km2.

## Maires
| Période | Période | Identité                           | Étiquette | Qualité |
| ------- | ------- | ---------------------------------- | --------- | ------- |
| 2009    | 2012    | Fauzi Muhamad Abdul Hamid Suleiman | PMDB      |         |